# آنتونی مک نامی
آنتونی مک نامی (انگلیسی: Anthony McNamee؛ زادهٔ ۱۳ ژوئیهٔ ۱۹۸۴) بازیکن فوتبال اهل بریتانیا است.
از باشگاه‌هایی که در آن بازی کرده‌است می‌توان به باشگاه فوتبال سوئیندون تاون، باشگاه فوتبال ووکینگ، باشگاه فوتبال کرو آلکساندرا، باشگاه فوتبال مکلسفیلد تاون، باشگاه فوتبال نوریچ سیتی، باشگاه فوتبال میلتون کینز دونز، باشگاه فوتبال بارنت، باشگاه فوتبال واتفورد، باشگاه فوتبال وایکام واندررز، و باشگاه فوتبال آلدرشات تاون اشاره کرد.
وی همچنین در تیم‌های ملی فوتبال زیر ۱۹ سال انگلستان و زیر ۲۰ سال انگلستان بازی کرده‌است.